# جغرافیای طبیعی تاریخی سیستان (کتاب)
جغرافیای طبیعی تاریخی سیستان نوشتهٔ دکتر حسن احمدی کرویق با ۲۵ شکل، ۷۱ نقشه و ۱۰ جدول، در ۱۴ فصل به موضوعاتی از قبیل ریخت‌شناسی کاسهٔ سیستان، زمین‌شناسی سیستان، سیلاب‌های هیرمند، نهرها و سدهای قدیمی آن و… می‌پردازد.

## دربارهٔ کتاب
کتاب جغرافیای طبیعی تاریخی سیستان نتیجهٔ تحقیق بیست‌سالهٔ دکتر حسن احمدی کرویق است که به دو صورت میدانی و کتابخانه‌ای انجام شده. منبع مطالعات کتابخانه‌ای نویسنده شامل تمام متون قدیمی پهلوی، اوستا، کتیبه‌ها و همچنین متون جدیدترِ تاریخ‌نگاران اسلامی و جغرافیانگاران غربی‌ست. مطالعات میدانی نویسنده نیز بر روی سیستان ایران و سیستان افغانستان صورت گرفته است.
از آن‌جا که سیستان در گذشتهٔ ایران و آیین زرتشتی اهمیت داشته و زابلستان را موطن زال پدر رستم می‌دانستند، دکتر حسن احمدی در کتاب جغرافیای طبیعی تاریخی سیستان مباحثی از رستم و افراسیاب را پیش کشیده که از تاریخ طبری و دیگر منابع مربوطه گرفته شده است.
حیات سیستان تاریخی وابستگی زیادی به رود هیرمند داشته است. رود هیرمند بارها تغییر مسیر داده و در پی این تغییر مسیر دلتاهای جدیدی شکل گرفته. این موضوع و خشک شدن دریاچهٔ هامون، چهرهٔ زمین را در سیستان دستخوش تغییر کرده است. به این علت، مردم بارها کناره‌های هیرمند را ترک کرده‌اند و در جای جدیدی مستقر شده‌اند. امروزه شاهد بقایای حیات انسانی و خرابه‌های باستانی در گوشه و کنار هیرمند هستیم. باوجوداین مردم برای سال‌ها با ترفندهای مختلفی چون سدسازی و ایجاد نهرهای عظیم، با تغییرات محیطی کنار آمده‌اند.
در کتاب جغرافیای طبیعی تاریخی سیستان به چرایی و چگونگی این تغییرات جغرافیایی پرداخته می‌شود. علاوه بر این، کتاب جغرافیای طبیعی تاریخی سیستان به نظریه‌های جدیدی مانند ظهور زرتشت در سیستان و تغییرات احتمالی سیستان در آینده نیز می‌پردازد.